# Salsa ranch
La salsa ranch (ranch dressing) è un condimento per insalate statunitense contenente maionese o altre emulsioni oleose, latticello, sale, aglio, cipolla, erbe aromatiche (ad esempio erba cipollina, prezzemolo e aneto) e spezie (pepe, paprika e semi di senape macinati).

## Storia
La salsa ranch venne ideata negli anni cinquanta da Steve Henson (1918–2007), un ex idraulico e imprenditore originario di Thayer, nel Nebraska. Nel 1954, dopo aver vissuto in Alaska, Henson si trasferì nella contea californiana di Santa Barbara, dove acquistò un ranch che adibì ad area turistica e bisteccheria. Originariamente la salsa ranch veniva usata come condimento per la carne e altri alimenti serviti nel locale. Dal momento che tale contorno era particolarmente apprezzato, Henson iniziò a vendere la salsa anche nei punti vendita della zona. La crescente domanda di salsa ranch divenne sempre più alta, al punto che Henson decise di aprire un'azienda per produrli su larga scala. Molti salad bar statunitensi la proponevano negli anni settanta.
La ricetta e il marchio della Hidden Valley Ranch furono venduti il 30 ottobre 1972 alla Clorox per il prezzo di 8 milioni di dollari.
Dal 1992, è la salsa più venduta negli Stati Uniti d'America, superando l'Italian dressing.
Secondo uno studio dell'Association for Dressings and Sauces del 2017, il 40% degli americani considera la salsa ranch il suo contorno preferito.